# Massacres de Voïvodine
Les massacres de Voïvodine, massacres de la Bačka, crimes des Partisans de Serbie (en serbe : Злочини партизана у Србији), purges communistes en Serbie ou du point de vue de l'historiographie hongroise massacres de la Hongrie méridionale (en hongrois : Délvidéki vérengzések), désignent les crimes de masse perpétrés à l'hiver 1944-1945 par les Partisans yougoslaves contre les populations allemandes et hongroises de Voïvodine, région yougoslave alors partagée entre la Hongrie et l'administration militaire allemande. Ces massacres sont présentés comme une action punitive de rétorsion contre la collaboration des groupes concernés avec la « Hongrie horthyste et l'Allemagne hitlérienne pendant l'occupation de la Yougoslavie » et contre l'exécution par l'armée hongroise de 3 000 otages serbes, roms et juifs près de Novi Sad.

## Note
1. ↑  Alya Aglan (dir.) et Robert Frank (dir.), 1937-1947 : La guerre-monde I, Gallimard, Paris 2015, page 471.